# Aleksandër Meksi
Aleksandër Meksi (født 8. marts 1939 i Tirana) er en albansk arkæolog og politiker, der var Albaniens premierminister fra 1992 til 1997.
Meksi var medlem af Albaniens Demokratiske Parti (PD) og var den første premierminister i Albanien efter afslutningen af det kommunistiske regime.
| Politiske embeder         | Politiske embeder                   | Politiske embeder           |
| ------------------------- | ----------------------------------- | --------------------------- |
| Foregående: Vilson Ahmeti | Albaniens premierminister 1992–1997 | Efterfølgende: Bashkim Fino |